# Stagonopleura
Genre
Stagonopleura est un genre de passereaux de la famille des Estrildidae. Il est constitué de 3 espèces de Diamants, nom vernaculaire également utilisé pour d'autres espèces de cette famille.

## Liste des espèces
D'après la classification de référence (version 6.2, 2016) du Congrès ornithologique international (ordre phylogénique) :
- Stagonopleura bella – Diamant queue-de-feu
- Stagonopleura oculata – Diamant oculé
- Stagonopleura guttata – Diamant à gouttelettes

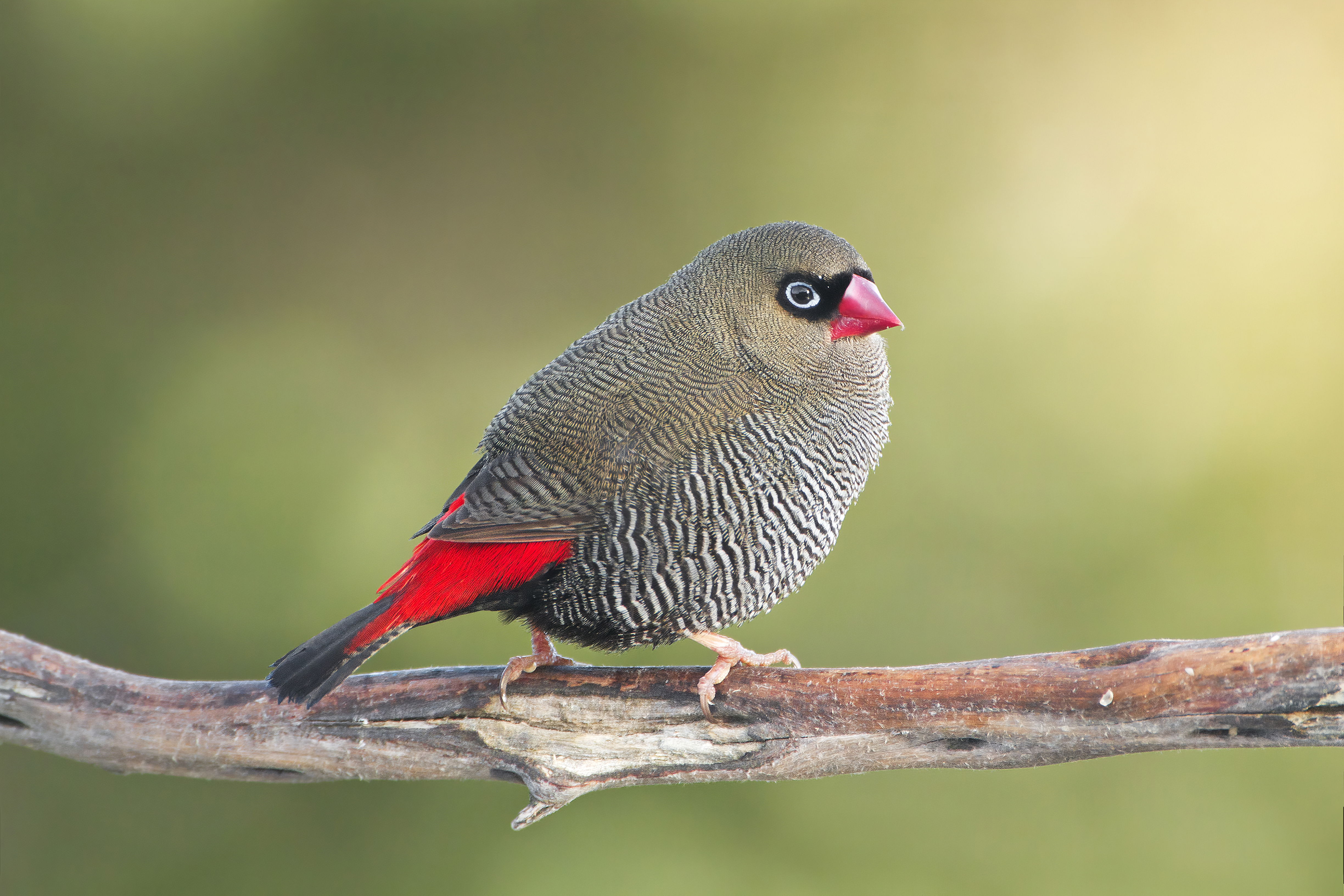
Diamant queue-de-feu
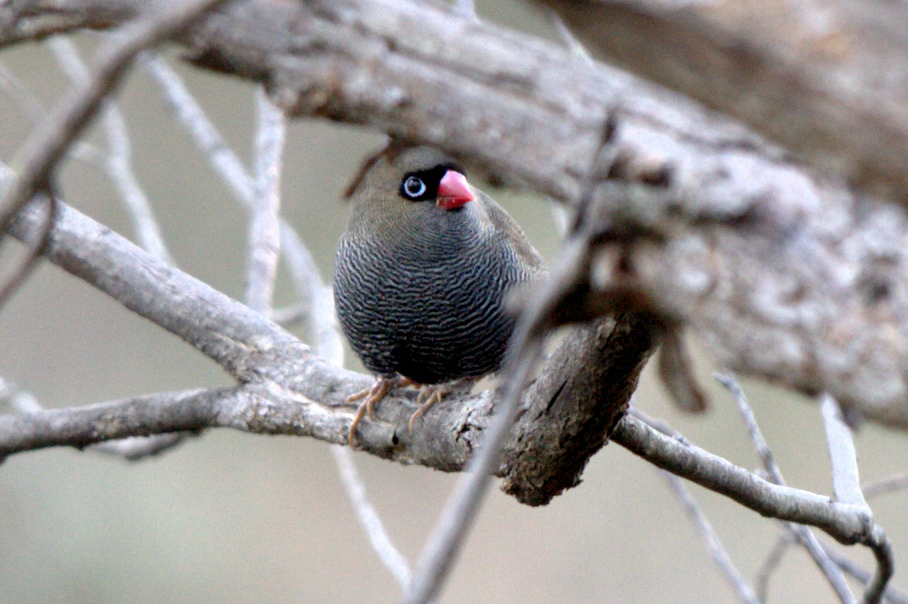
Diamant oculé
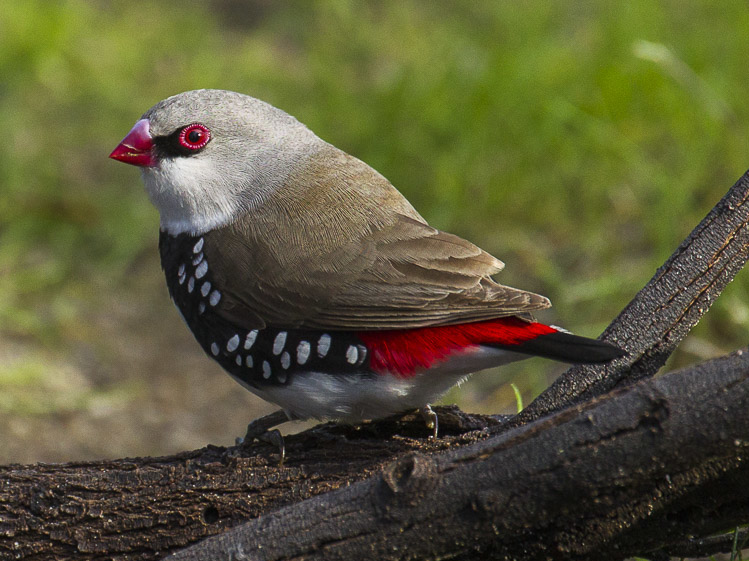
Diamant à gouttelettes